# 理想國演藝
理想國演藝股份有限公司（英語：Live Nation Entertainment, Inc）簡稱理想國演藝或理想國（Live Nation）是一家全球性的娛樂公司，由音樂展演公司理想國和票務發售公司票務大師於2010年合併成立，總部位於美國比佛利山。該公司擁有、租賃、營運大量的美國娛樂場館。領導層包括董事長格雷格·馬菲（兼任自由傳媒執行長）和加拿大籍總裁、執行長邁克爾·拉皮諾。

## 歷史
2009年，音樂展演公司理想國和票務發售公司票務大師達成合併協議並得到監管部門同意，新成立的公司被命名為理想國演藝（Live Nation Entertainment）。理想國公司原執行長邁克爾·拉皮諾被任命為理想國演藝首任執行長，Ticketmaster原執行長伊夫琳·阿佐夫則成為董事會執行主席。
合併案首先於2009年獲得挪威和土耳其監管部門的批准；英國競爭委員會於2009年10月臨時否決兩公司的合併案，但於同年12月22日撤回該決議允許雙方合併。
合併案在美國則受到部分監管部門、藝人、歌迷和競爭公司的反對，其認為此舉會降低同業間的競爭及增加票務成本。搖滾歌手布魯斯·史普林斯汀是當時合併案的主要反對者。
2010年1月25日，美國司法部批准兩公司的合併案，但必須滿足部份條件。包括票務大師需出售旗下的自助售票公司Paciolan的所有權，並將其軟體專利授權予安舒茨娛樂集團，這將使該公司在業務上具有與票務大師「正面競爭」的能力，而安舒茨娛樂則可在5年後選擇收購該軟體或以其它物件取代，抑或是尋求其它票務公司的合作。此外，理想國演藝受一部為期10年的法院命令規範，禁止該公司對選擇接受其競爭公司票務合約的場所進行商業報復。

### 投資與擴大
2013年，理想國演藝收購巫毒音樂和藝術體驗音樂節，並宣布與電子舞曲籌辦公司Insomniac成立合資公司。此外又先後於2014年收購C3 Presents、2015年買下波納羅音樂節的控股權、2016年收購州長舞會音樂節（Governors Ball Music Festival）母公司Founders Entertainment的多數股份，以及於2016年10月收購位於田納西州諾克斯維爾的及時娛樂（AC Entertainment）及若干跨國公司。理想國演藝於2017年持續投資音樂節及籌辦公司，並購入BottleRock Napa Valley音樂節、鹽湖城音樂籌辦及巡演公司United Concerts和CT Touring的多數股份。2017年，理想國演藝報告的營收為103億美元。2018年，該公司透過併購其它娛樂公司的方式擴大其音樂籌辦部門，其中包括Frank Productions、Emporium Presents和Red Mountain Entertainment等公司。
2018年，安舒茨娛樂向美國司法部控訴理想國演藝對其施壓，要求該公司使用票務大師並有意避免為其預定演出場地。司法部隨後對此展調查，理想國演藝則表示場地保留問題並非報復，而是基於該公司的規模和管理而做出的決定。
理想國演藝收購邁阿密企業家大衛·格魯特曼擁有的Groot Hospitality公司大部分股份，該投資組合包括位於楓丹白露酒店內的LIV夜總會（LIV nightclub，2008年維多利亞的秘密時尚秀主辦方），以及多個餐廳和夜生活場所，包括Story（2012年）、Komodo（2015年）、Swan＆ Bar Bevy和Pharrell Williams（2018年）和帕皮牛排餐廳（Papi Steak，2019年）。
2020年，理想國演藝受2019冠狀病毒病疫情衝擊尤為嚴重，世界各地的音樂會和體育賽事大多數被取消或延期，該公司由於未提供全額退款而於同年4月遭到顧客起訴，前者後來為此修改了退款政策。2021年2月25日，理想國演藝發布2020年的全年財務業績，其中公司的營收（18.6億美元）較2019年下降84％。
2020年4月，沙烏地阿拉伯政府以主權財富基金收購理想國演藝5.7％的股份。根據該公司截至2020年4月28日的股價，這筆投資的價值略高於5億美元，屬被動投資，並且自公開市場購買。沙烏地阿拉伯主權投資基金成為理想國演藝第三大股東，僅次於約翰·C·馬龍所擁有的自由傳媒（最大個人股東）和基金管理公司領航投資。
2021年，理想國演藝收購直播娛樂公司Veeps的多數股份，該公司的創始成員包括流行搖滾樂隊狂野夏洛特的本吉·麥登和喬爾·麥登。

## 營運
理想國演藝的業務包括音樂會展演（籌辦現場音樂活動）、票務和廣告贊助，並透過其音樂部門（Live Nation Concerts）管理旗下藝人。另外，該公司還擁有Front Line Management Group和搖滾國度等事業，並且經營藍調之屋餐廳；現場活動票務則由票務大師負責。

## 爭議和事件
理想國演藝面臨包括門票固定價格（價格壟斷）、隱瞞額外費用和其他反競爭行為的訴訟。
美國女子組合天命真女經紀人馬修·諾利斯聲稱理想國演藝散布有關他與該團體成員碧昂絲不實的業務往來訊息，並於2011年控告該公司，後敗訴。
2013年6月，英國搖滾樂團電台司令於加拿大多倫多當士維公園舉行演唱會時發生舞臺坍塌事故，導致一名工作人員死亡。主辦方理想國演藝被指控違反《安大略省健康和安全法》，而2019年的一項調查結果顯示其為意外死亡，同年的另一項英國調查表示，事故的發生是由於舞台搭建時的施工技術和工程諮詢不足所導致。
2017年10月1日，拉斯維加斯槍擊案（「91號公路豐收」音樂節槍擊案）造成至少58人死亡、數百人受傷，成為美國史上最嚴重的大規模槍擊事件，槍手於曼德勒海灣酒店32樓向音樂節人群掃射。
2021年11月，由饒舌歌手崔維斯·史考特主唱、理想國演藝主辦的天文音樂節發生踩踏死傷事故，造成9名觀眾死亡和多人受傷。事發後，傷者向史考特和理想國演藝提告，導致公司股價下跌。2021年12月，美國眾議院監督和改革委員會宣布對理想國演藝在事故中的作為啟動兩黨聯合調查。
2022年2月，美國饒舌歌手達雷爾·考德威爾（Drakeo the Ruler）的親屬於洛杉磯郡高等法院對理想國演藝提起違法致死索賠訴訟，此前該歌手於BMO體育場舉行的洛杉磯音樂節（LA music festival）後台被刺傷而不治身亡。原告在訴訟中稱理想國演藝因疏忽而未能在活動中採取適當且有效的安全措施，後者則提出動議請求駁回訴訟，並表示該事件係罕見且「無法預見」。次年1月，法官約蘭達·奧羅斯科（Yolanda Orozc）駁回該動議並允許訴訟繼續進行，裁定「被告知曉活動中須採取安保措施的事實，表演藝術者的安全係被告關心且能預見的」。
2022年5月，美國紐澤西州第九國會選區眾議員比爾·帕斯克魯表示已向聯邦貿易委員會和司法部發出信函，以安全紀錄和其他因素為由要求解散理想國演藝。
2022年11月15日，理想國演藝旗下票務網站Ticketmaster在銷售泰勒絲的the Eras Tour時，由於大量粉絲湧入網站導致網站癱瘓，同時使得大量該網站下的大量註冊粉絲未能如願買到演唱會門票。事件發生後便引起了大量美國議員的關注，Ticketmaster與理想國演藝對演出市場對壟斷亦造成了大量購票者和議員的抨擊。2022年11月16日到11月17日，田納西州總檢察長和北卡羅來納州總檢察長開始陸續調查這次事件引來的大量投訴。2022年11月18日，司法部正式開始就此事件對理想國演藝和Ticketmaster展開反壟斷調查。
2023年8月2日，Dynamic Ticket Systems, LLC向Ticketmaster及其母公司理想國演藝提起專利侵權訴訟。
2024年1月20日至21日，由理想國演藝香港主辦的《SEVENTEEN TOUR 'FOLLOW' TO ASIA》演唱會澳門站於澳門氹仔奧林匹克體育中心-運動場舉行，由於相關前期準備工作、綵排、演出進行及散場期間等引起澳門本地社會各界對主辦方與澳門特區政府的爭議。雖然主辦方刊登一個「溫馨通知」廣告表示對附近居民造成不便作諒解，隨後於澳門本地報章刊登啟事，對受演唱會包括工程及演出期間引起的聲浪及交通改道等措施影響的市民致以深切歉意，同時感謝特區政府及各部門配合和支持。但被澳門本地傳媒形容是“賣乖”，同時另揭露出澳門特區政府在大型活動場地管理和協調等方面不完善及對周邊社區居民的日常生活造成負面影響。

## 跨國業務
2012年，理想國演藝宣布與日本娛樂公司Creativeman Productions建立合作關係。
2015年8月，理想國演藝宣布與德國音樂展演籌辦人馬立克·利波爾貝格合作成立理想國德國（Live Nation Germany），負責該公司於德國、奧地利和瑞士的活動。2016年3月，理想國演藝收購南非的音樂會籌辦公司Big Concerts International；於次年收購以色列Blue Stone Entertainment及英國Cuffe & Taylor的多數股份。
2018年5月，理想國演藝收購巴西里約搖滾音樂節的多數股份（包括前股東LiveStyle持有的部分），由該音樂節創始人羅伯托·梅迪納（Roberto Medina）繼續管理節日的舉行，並同時為理想國演藝提供諮詢建議。

## 外部連結
- 官方网站
- Live Nation Entertainment的商業數據：  - Google
  - Reuters
  - SEC filings
  - Yahoo!